# UCA芸術大学
UCA芸術大学 （英: University for the Creative Arts、略: UCA）は、アートとデザインを専門としたイギリスの国立大学。

## 概要
ケント･インスティテュート･オブ･アート&デザインとサリー･インスティチュート・オブ・アート&デザインの統合によって、カンタベリー、エプソム、ファーナム、メードストーン、ロチェスターのユニバーシティ･カレッジ・フォー・クリエイティブ・アーツとして2005年設立された。そして2008年5月、正式な大学の称号を認められ、同年9月に現在の大学名へ改名された。大学の起源は、ケント州、サリー州にあった国立のアート&デザインカレッジにある。1990年代、いくつかのアート&デザインの教育機関が共同でキャンパス統合し、2005年には教育機関としても合併した。イギリスでの基準に比べ、規模が大きい芸術教育機関であり、7,000人もの学生がいる。キャンパスはカンタベリー、エプソム、ファーナム、メードストーン、ロチェスターにあり、芸術や建築に関するいろいろなコースを提供している。ディプロマ、学士・修士、博士課程がある。

## 著名な教員
2022年6月28日、紛争地域をテーマにした作品や、監督した映画『イグジット・スルー・ザ・ギフト・ショップ』が2010年アカデミー賞にノミネートされるなど、人道的支援活動と世界のアートシーンに与えた影響を評価し、バンクシーを名誉教授に任命することを発表した。名誉教授の称号は、2022年7月6日(水)にロンドンのロイヤル・フェスティバル・ホールで開催された卒業式で授与されました。

## 主な出身者
主な出身者の振り分けは、それぞれが卒業した当時の学校名による。
Martin Lambie-Nairn／マーティン・ランビーネアン／グラフィックデザイナー
Roger Oates／ロジャー・オーテス／テキスタイル・デザイナー
Humphrey Ocean／ハンフリー･オーシャン／アーティスト
ケント・インスティテュート・オブ・アート&デザイン（Kent Institute of Art and Design）
Christopher A. Beckwith／クリストファー・A・ベックウィズ／グラフィックデザイナー、3Dデジタルデザイナー、メディア・アナリスト
Wendy Dagworthy／ウェンディ・ダグワースィ／ファッションデザイナー
Tony Malone／トニー・マローン／デザイナー
Karen Millen／カレン・ミレン／ファッションデザイナー
Jayne Parker／ジェィン・パーカー／アーティスト
Zandra Rhodes／ザンドラ・ローズ／ファッションデザイナー
Sean Malone／ショーン・マローン／映画制作者、アーティスト
カンタベリー・カレッジ・オブ・アート（Canterbury College of Art）
Roger Dean／ロジャー・ディーン／アーティスト
Davie Pedicure／デイヴィ・ペディキュア／グラフィックデザイナー
Mary Tourtel／メアリー・トーテル／イラストレーター、ルパートベアの作者
メードストーン・カレッジ・オブ・アート（Maidstone College of Art）
Tracy Emin／トレイシー・エミン／1998年ターナー･プライズ候補者
Tony Hart／トニー・ハート／テレビプレゼンター
Robin Youngロビン・ヤン／アーティスト
James Swain／ジェームズ・スウェイン／映画制作者、アーティスト
Sam Alberg／サム・アルバーグ／映画制作者、アーティスト
Gareth Polmeer／カルス・ポルメア／映画制作者、アーティスト
James Mayhew／ジェームズ・メーヒュー／児童書作家・イラストレーター
サリー・インスティテュート・オブ・アート&デザイン（Surrey Institute of Art and Design）
Linda Barker／リンダ・バーカー／テレビプレゼンター
Owen Gaster／オーウェン・ギャスター／ファッション･デザイナー
Chris Shepherd／クリス・シェパード／アニメーター、映画監督
Thompson Okuku／トンプソン・オクク／アニメーター
Jonathon N. R. Chappelle, Jr.／ジョナサン・NR・チャペレJr／インテリアデザイナー
Jun Yoshino／よしの・じゅん　SEGAゲームプロデューサー